# Cichlasoma boliviense
Cichlasoma boliviense es una especie de peces de la familia Cichlidae en el orden de los Perciformes.

## Morfología
Los machos pueden llegar alcanzar los 10,7 cm de longitud total.

## Distribución geográfica
Se encuentra en la cuenca del río Amazonas en Perú.